# Campeonato Europeu de Halterofilismo de 1952
O 32º Campeonato Europeu de Halterofilismo foi realizado em conjunto com o evento de halterofilismo nos Jogos Olímpicos de Verão de 1952 na cidade de Helsinki, na Finlândia entre 25 a 27 de julho de 1952. Foram disputadas sete categorias.

## Medalhistas
| Evento                     | Ouro                                 | Ouro     | Prata                              | Prata    | Bronze                        | Bronze   |
| -------------------------- | ------------------------------------ | -------- | ---------------------------------- | -------- | ----------------------------- | -------- |
| Galo (56 kg)               | Ivan Udodov · União Soviética        | 315,0 kg | Maurice Megennis · Reino Unido     | 280,0 kg | Karel Saitl · Tchecoslováquia | 272,5 kg |
| Pena (60 kg)               | Rafael Chimishkian · União Soviética | 337,5 kg | Nikolai Saksonov · União Soviética | 332,5 kg | Bálint Nagy · Hungria         | 307,5 kg |
| Leve (67,5 kg)             | Yevgueni Lopatin · União Soviética   | 350,0 kg | Johan Runge · Dinamarca            | 330,0 kg | Ermanno Pignatti · Itália     | 325,0 kg |
| Médio (75 kg)              | Åke Hedberg · Suécia                 | 357,5 kg | Frank Teräskari · Finlândia        | 352,5 kg | André Dochy · França          | 350,0 kg |
| Meio-pesado-leve (82,5 kg) | Trofim Lomakin · União Soviética     | 417,5 kg | Arkadi Vorobiov · União Soviética  | 407,5 kg | Jean Debuf · França           | 400,0 kg |
| Meio-pesado (90 kg)        | Grigori Novak · União Soviética      | 410,0 kg | Luciano Zardi · Itália             | 367,5 kg | Kai Outa · Finlândia          | 365,0 kg |
| Pesado (+ 90 kg)           | Heinz Schattner · Alemanha Ocidental | 422,5 kg | Franz Hölbl · Áustria              | 387,5 kg | Lage Andersson · Suécia       | 380,0 kg |

## Quadro de medalhas
| Ordem | País               | Medalha de ouro | Medalha de prata | Medalha de bronze | Total |
| ----- | ------------------ | --------------- | ---------------- | ----------------- | ----- |
| 1     | União Soviética    | 5               | 2                | 0                 | 7     |
| 2     | Suécia             | 1               | 0                | 1                 | 2     |
| 3     | Alemanha Ocidental | 1               | 0                | 0                 | 1     |
| 4     | Finlândia          | 0               | 1                | 1                 | 2     |
| 4     | Itália             | 0               | 1                | 1                 | 2     |
| 6     | Áustria            | 0               | 1                | 0                 | 1     |
| 6     | Dinamarca          | 0               | 1                | 0                 | 1     |
| 6     | Reino Unido        | 0               | 1                | 0                 | 1     |
| 9     | França             | 0               | 0                | 2                 | 2     |
| 10    | Tchecoslováquia    | 0               | 0                | 1                 | 1     |
| 10    | Hungria            | 0               | 0                | 1                 | 1     |
| Total | Total              | 7               | 7                | 7                 | 21    |